# 矿物杂酚油

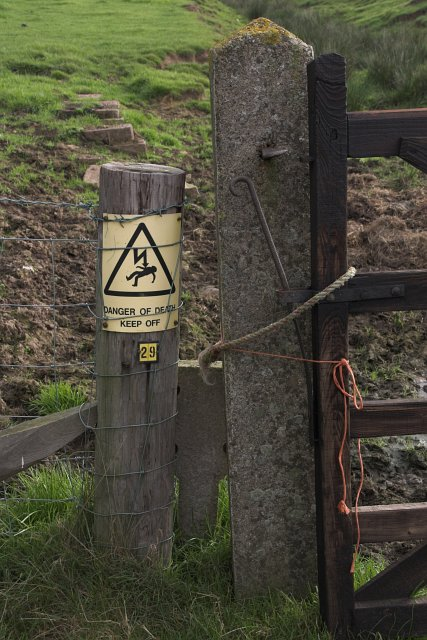
英国中部一段使用矿物杂酚油进行过防腐处理的电线杆。

矿物杂酚油，或工业用杂酚油，是一种从煤焦油或其他矿物油中蒸馏而成的液体。需要注意的是，尽管本品有时被称为杂酚油或木馏油，它和前两者并不能等同，需加以区分。

## 成分
本品是一种混合物，含有以芳香族化合物为首的200多种的化合物。根据具体的产品特性其组分比例会有不同。但基本上都是以菲、荧蒽、芘、芴、1,2-二氢苊等由2-4个苯环组成的化合物为主要组分。

## 性质
为黄色到暗褐色，具独特刺激性气味的油状液体。闪点66℃，燃点335℃。

## 制备
以煤焦油为原料，在200-400℃的温度下进行蒸馏，先将蒸馏物中的萘、蒽等结晶物去除，然后将水溶性的苯酚、吡啶分离后制得。

## 用途
- 用于汽车轮胎、橡胶、打印机墨粉的煤煙原料
- 用于枕木、电线杆、室外建材的各类木材的防腐剂

## 毒性
由于含有多种来源于煤炭的多环芳香烃（PAHs），本品被国际癌症研究机构（IARC）分类为2A类致癌物，意味着对人类极有可能具有致癌性。。出于对公众健康安全的考虑，欧盟的法律条例限制矿物杂酚油只能对行业用户销售。日本也于2004年起对氧芴、蒽和芘三种化合物在家用防腐剂中的含量必须低于10ppm，而家用防腐木材和防虫木材则必须低于3ppm。